# Kōji Sasaki
Kōji Sasaki (jap. 佐々木康治 Sasaki Kōji; ur. 30 stycznia 1936) – były japoński piłkarz, reprezentant kraju.

## Kariera klubowa
Jako piłkarz grał w klubie Dunlop Japan.

## Kariera reprezentacyjna
W reprezentacji Japonii zadebiutował 1958. W reprezentacji Japonii występował w latach 1958-1961. W sumie w reprezentacji wystąpił w 14 spotkaniach.

## Statystyki
| Reprezentacja Japonii | Reprezentacja Japonii | Reprezentacja Japonii |
| Rok                   | Mecze                 | Gole                  |
| --------------------- | --------------------- | --------------------- |
| 1958                  | 2                     | 0                     |
| 1959                  | 8                     | 0                     |
| 1960                  | 1                     | 1                     |
| 1961                  | 3                     | 0                     |
| Razem                 | 14                    | 1                     |